# Sara Slott Petersen
Sara Slott Petersen (født 9. april 1987 i Nykøbing Falster) er en dansk atlet, som primært dyster i sprint og hækkeløb. Hun vandt guld ved EM i atletik i 2016 i 400 meter hæk og blev dermed den første danske kvinde til at vinde et Europamesterskab i atletik, og hun har deltaget ved OL 2012 i London og  2016 i Rio de Janeiro. Ved OL 2016 i Rio vandt hun den første løbemedalje for danske kvinder ved et OL nogensinde, da hun opnåede sølv i 400 m hæk. Ved VM i Atletik 2015 i Beijing blev hun nummer fire i finalen.
Hun har sat dansk rekord i 400 m hæk samt 200 meter, 400 meter og 4x200 meter (indendørs), og hun er indehaver af en stribe danske mesterskabstitler på de samme distancer. Hun er medlem af Aarhus 1900.
Hun var, sammen med sejler Jonas Warrer, den danske fanebærer ved åbningsceremonien ved Sommer-OL 2020 i Tokyo.

## Karriere
Slott Petersen startede til atletik i Aarhus 1900 da hun var 14 år. Hun har vundet flere DM-medaljer og har også sat flere danske ungdomsrekorder. I 2003 vandt hun guld ved ungdoms-OL i 400 meter hæk. Hun har deltaget ved alle internationale juniormesterskaber siden da. I 2006 til junior-VM løb hun 400 meter hæk i tiden 57.65 sek i semifinalen, hvilket placerede hende som en samlet nummer 9 og gav hende en dansk juniorrekord. Den 28. januar 2007 satte hun dansk U-23 indendørsrekord på 400 meter i tiden 55.19. Dagen efter satte hun endnu en dansk U-23 rekord på 200-meter-løb indendørs i tiden 24.43.
Ved indendørs-EM 2009 deltog Slott Petersen på 400 meter og satte dansk indendørsrekord i tiden 53,85. Ved European Team Championships 3rd League i Sarajevo, Bosnien-Herzegovina vandt hun og forbedrede sin egen den danske rekord på 400 meter hæk til 56,70. Den tidligere rekord på 57,01 blev sat i på Odense Atletikstadion 16. juni 2007, også dengang i forbindelse med en landskamp. Siden da var der ikke blevet noteret nogle danske rekorder udendørs i alle atletikkens discipliner. Senere på året under Universiaden i Beograd forbedrede hun yderligere rekorden til 56,40, hvilket samtidig betød kvalifikation til VM. 
I det indledende heat på VM i Berlin 2009 løb Slott Petersen sin næsthurtigste tid nogensinde, og hun kvalificere sig til semifinalen. Tiden 56,51 sekunder var blot 0,11 sek. fra hendes egen danske rekord. Hun fik en placering som nummer 20, da hun på trods af en den svære inderbane i semifinalen lykkedes placere sig som nummer syv i sit heat med tiden 56,99, karrierens sjette løb under 57 sekunder. 
Slott Petersen blev efter sæsonen 2009 opereret for en knyste i foden, hvilket betød en længere pause, men hun nåede at blive udtaget til EM i Barcelona 2010, hvor hun blev slået ud i indledende heat med sæsonens bedste tid 57,28.
Ved et stævne i Ljubljana i juli 2011 satte hun dansk rekord i 400 m hæk med 55,97, med tiden kom hun samtidig også under kravet til VM i Sydkorea 2011 og under IAAFs B-krav til OL i London 2012. 
Ved VM i Daegu 2011 blev det en 6. plads i semifinalen i tiden 56,48 sek og en samlet 18. plads. Under forberedelsen til OL i London 2012 kappede hun yderligere lidt af den danske rekord, så den nu lyder på 55,68.
Slott Petersen satte 2012 uofficiel verdensrekord i 300 meter hæk ved et indendørs-stævne i Finland med tiden 39,29. Den tidligere rekord lød på 40,09 og tilhørte norske Stine Tomb. Når der ikke er tale om en officiel rekord, skyldes det, at den indendørs løbebane i Vaasa er 300 meter i omkreds og dermed opfylder hallen ikke de officielle mål, 300 meter hæk er en distance, der sjældent bliver konkurreret i. 
Samme vinter i debuten på den sjældne indendørs 400 meter hæk i Val-de-Reuil i Frankrig satte Slott Petersen uofficiel Europarekord med 56,66 på en 200 meter-banens med snævre sving. Løberne skulle også gå ind på inderbanen efter første omgang. Rekorden er blot er 0,69 sekunder fra hendes danske rekord udendørs.
Ved EM 2012 blev Slott Petersen slået ud med tiden 56,07, som var 0,14 sekunder for langsom i forhold til avancement på tid, og den endelige placering blev derfor en 9. plads. 
Ved EM 2016 i Amsterdam vandt Sara Slott Petersen guld, og blev dermed den første danske kvinde til at vinde et europamesterskab i atletik. Med denne præstation steg forventningerne til hendes præstation ved OL samme år, og hun formåede til fulde at leve op til dem. Sara Slott kvalificerede sig uden problemer til først semifinalen og senere finalen. Her kunne hun ikke hamle op med den amerikanske storfavorit, Dalilah Muhammad, men hun blev en sikker toer i det regnvåde vejr og satte samtidig nordisk rekord med tiden 53,55 sekunder. Hun blev dermed den første danske kvinde, der vandt en OL-medalje i en løbedisciplin, og den første danske kvinde, der vandt en OL-atletikmedalje siden 1948.
Slott Petersen fik prisen som Danmarks OL-håb 2006 til DR's sportsgalla i Herning. I 2008 modtog hun prisen Den gyldne Puma som den bedst danske kvindelige atletikudøver. 2016 fik hun Kulturministeriets Idrætspris. Med prisen fulgte en check på 100.000 kr.
Slott Petersen trænes af Mikkel Larsen efter tidligere at have haft Erik Barslev som træner.

## Uddannelse
Slott Petersen blev matematisk student fra Marselisborg Gymnasium i 2007, og arbejdede derefter som lærervikar på en folkeskole. I september 2008 blev hun optaget på Ernæring og Sundhedsuddannelsen i Aarhus.

## Internationale mesterskaber
- EM 2016, nummer 1 på 400 meter hæk i tiden 55,12[6]
- OL 2016, nummer 2 på 400 meter hæk i tiden 53,55[7]

## Internationale ungdomsmesterskaber
- U23EM 2007, nummer 6 på 400 meter hæk i tiden 57.52
- VM junior 2006 nummer 9 på 400 meter hæk med 57,65
- EM junior 2005 nummer 4 på 400 meter hæk med 58,85
- VM junior 2004 nummer 14 på 400 meter hæk med 60,60
- Ungdoms OL 2003  Guld på 400 meter hæk med 60,18
- VM ungdom 2003 nummer 4 på 400 meter hæk med 59,42

## Rekorder

### Personlige rekorder
Indendørs
- 60 meter: 7,79
- 60 meter hæk: 8,58
- 200 meter: 23,87 (dansk seniorrekord)
- 400 meter: 52,59 (dansk seniorrekord)
- 300 meter hæk: 39,29 (uofficiel verdensrekord)[9]
- 400 meter hæk: 56,66 (uofficiel Europarekord)[kilde mangler]

Udendørs
- 100 meter: 11,93
- 200 meter: 24,34
- 400 meter: 54,32
- 800 meter: 2:15,14
- 100 meter hæk: 14,25
- 400 meter hæk: 53,55 (dansk seniorrekord, nordisk seniorrekord)

### Danske rekorder
Seniorrekorder
- 200 meter inde: 24,13
- 400 meter inde: 53,85
- 400 meter hæk: 53,55 (nordisk seniorrekord)
- 4 x 200 meter inde: 1:44,56 (Cecilie Fjord, Saga Elise Mariansdatter, Marie Louise Jørgensen, Sara Slott Petersen)

Ungsenior – U-23 rekorder
- 400 meter hæk: 56,40
- 400 meter inde: 53,85
- 200 meter inde: 24,13
- 4 x 400 meter: 3:58,72 min (Sara Slott Petersen, Saga Elise Mariansdatter, Marie Louise Jørgensen og Cecilie Fjord)
- 4 x 200 meter inde: 1:44,56 (Cecile Fjord, Saga Elise Mariansdatter, Marie Louise Jørgensen, Sara Slott Petersen)
- 4 x 100 meter: 46,32 (Anne Møller, Anna Olsson, Sara Slott Petersen og Anne Effersø)

Junior – J19 rekorder
- 400 meter hæk: 57,65

17 års rekorder
- 200 meter inde: 25,42

16 års rekorder
- 300 meter hæk: 42,99
- 400 meter hæk: 59,42
- 50 meter inde: 7,01
- 200 meter inde: 25,47
- 50 meter hæk inde: 7,72
- 60 meter hæk inde: 8,78

15 års rekorder
- 200 meter: 25,00
- 100 meter hæk: 14,66
- 200 meter hæk: 28,87
- 400 meter hæk: 60,67
- 200 meter inde: 25,90
- 400 meter inde: 58,92
- 50 meter hæk inde: 7,62

14 års rekorder
- 80 meter: 11,20
- 300 meter: 40,86
- 80 meter hæk: 11,43
- 200 meter hæk: 30,18
- 300 meter hæk: 44,26
- 400 meter hæk: 60,43
- 200 meter inde: 25,93
- 400 meter inde: 59,72
- 50 meter hæk inde: 7,91
- 60 meter hæk: 8,89

13 års rekorder
- 50 meter hæk inde: 8,66
- 60 meter hæk inde: 10,01

## Priser
- Kulturministeriets Idrætspris 2016
- Sportens Hall of Fame 2021